# FK Aqtöbe-Schas
Der FK Aqtöbe-Schas (kasachisch Футбол клубы Ақтөбе-Жас Futbol kluby Aqtöbe-Schas, russisch Футбольный клуб Актобе-Жас Futbolny klub Aktobe-Schas) ist ein kasachischer Fußballverein aus Aqtöbe.

## Geschichte
Gegründet wurde der Verein 2003.
1. November 2012 aufgehört zu existieren, weil es in der Jugendbildung tätig war.
Der Verein spielt derzeit in der zweiten Spielklasse von Kasachstan seit 2018.

## Erfolge
- 4. Platz Ersten Liga: 2007

## Stadion
Der Verein trägt seine Heimspiele im 1.500 Zuschauer fassenden Neftianik Stadion aus.

## Trainer
- Igor Prochnickiy
- Mukhtar Erimbetow (2018)